# 摩泽尔河畔丰特努瓦
摩澤爾河畔丰特努瓦（法語：Fontenoy-sur-Moselle，法語發音：[fɔ̃tnwa syʁ mɔzɛl]）是法国默尔特-摩泽尔省的一个市镇，位于该省西南部，属于图勒区。

## 地理
摩泽尔河畔丰特努瓦（48°42'40"N, 5°58'52"E）面积5.54 平方千米，位于法国大東部大區默尔特-摩泽尔省，该省份为法国东北部内陆省份，是洛林的一部分，北邻比利时、卢森堡，北起顺时针与摩泽尔省、下莱茵省、孚日省和默兹省接壤。
与摩泽尔河畔丰特努瓦接壤的市镇（或旧市镇、城区）包括：安日赖、贡德勒维尔、维莱圣艾蒂安、布瓦德艾。

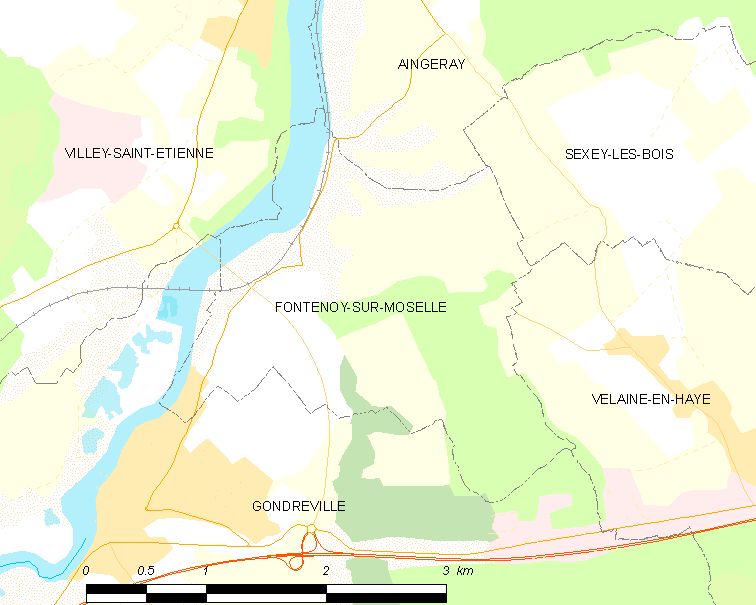
摩泽尔河畔丰特努瓦的OSM定位图

摩泽尔河畔丰特努瓦的时区为UTC+01:00、UTC+02:00（夏令时）。

## 行政
摩泽尔河畔丰特努瓦的邮政编码为54840，INSEE市镇编码为54202。

## 政治
摩泽尔河畔丰特努瓦所属的省级选区为北图卢瓦县。

## 人口

1962-2008年间摩泽尔河畔丰特努瓦人口变化图示

摩泽尔河畔丰特努瓦于2022年1月1日时的人口数量为368人。